# Słoneczny Stok (Olsztyn)

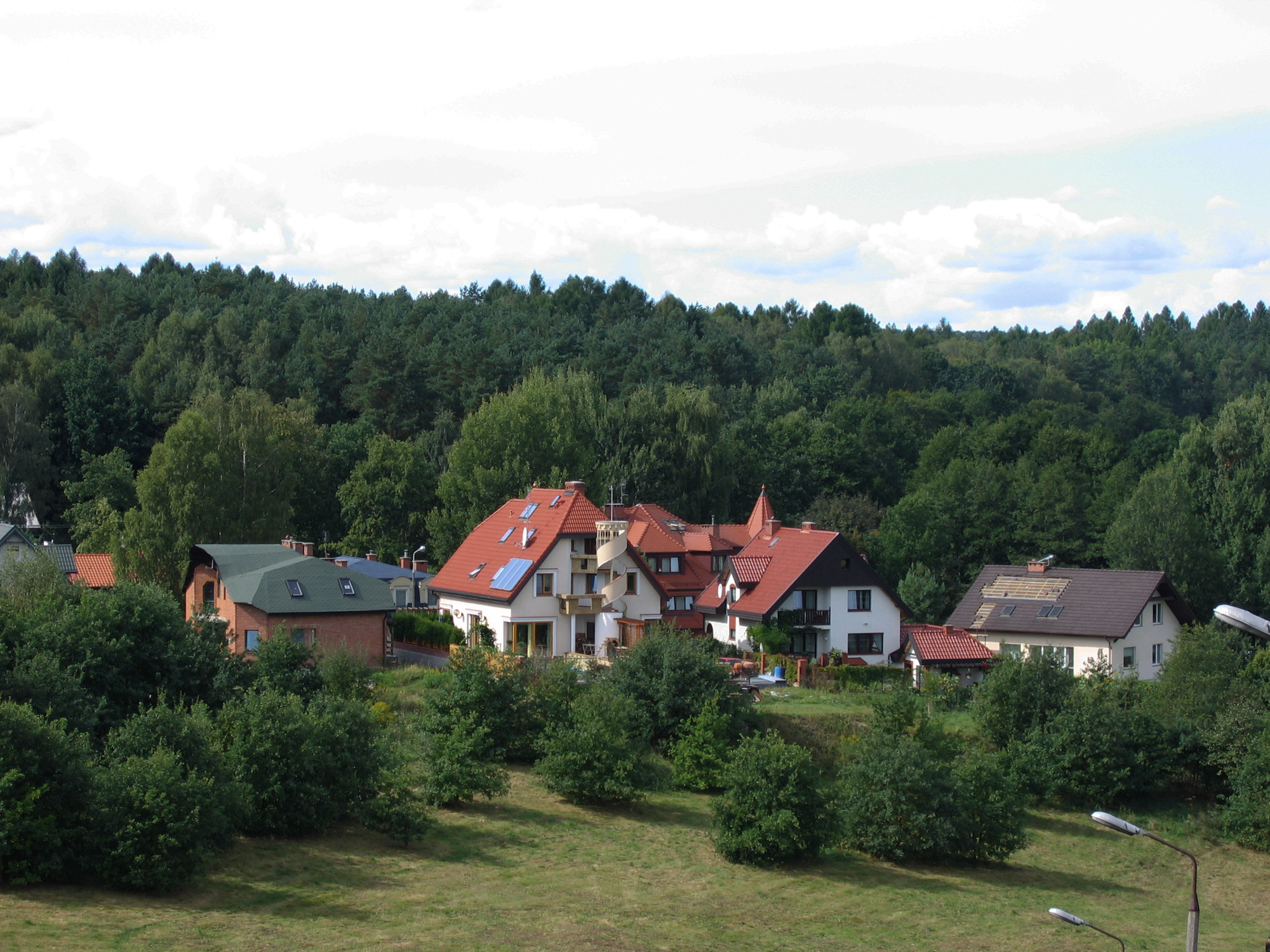
Domy na Słonecznym Stoku widziane z Górki Kortowskiej

Słoneczny Stok – osiedle domków jednorodzinnych w Olsztynie, administracyjnie podlegające radzie osiedla Kortowo, położone na południowym skraju Olsztyna, pomiędzy lasem, dwoma jeziorami: Kortowskim i Starodworskim oraz miasteczkiem akademickim Uniwersytetu Warmińsko-Mazurskiego. 
Ulice na osiedlu
- Słoneczna
- Astronomów
- Promienista
- Gwiezdna
- Zodiakalna
- Księżycowa
- Tęczowa
- Świetlista